# Johann Carl Gottlieb Arning
Johann Carl Gottlieb Arning (né le 5 juin 1786 à Minden, mort le 9 août 1862) est un homme politique allemand.

## Biographie
Arning a un doctorat en 1808. Il vient à Hambourg pour être juge suppléant alors que Hambourg est sous administration française. Il devient ensuite avocat et est inscrit au barreau en 1816. En 1835, il entre au conseil municipal de Hambourg et y reste jusqu'à sa mort après la réforme de 1861 (de).
Il se marie avec Henriette Wilhelmine Oppenheimer, une sœur de Georg Oppenheimer. La sœur de Henriette Wilhelmine Oppenheimer, Phillipine Adele, épouse Nicolaus Ferdinand Haller et Anna Emilie, Johannes Christoph Fehling.
Il est admis en 1816 dans la loge maçonnique Ferdinande Caroline zu den drei Sternen.
Johann Carl Gottlieb Arning est le père de Christian Arning (de), homme politique hambourgeois, et grand-père d'Eduard Arning (de), dermatologue.

## Source de la traduction
- (de) Cet article est partiellement ou en totalité issu de l’article de Wikipédia en allemand intitulé « Johann Carl Gottlieb Arning » (voir la liste des auteurs).